# Liste der Mitglieder der American Academy of Arts and Sciences/1831
Im Jahr 1831 wählte die American Academy of Arts and Sciences vier Personen zu ihren Mitgliedern.

## Neugewählte Mitglieder
- Henry James Anderson (1799–1875)
- Alonzo Potter (1800–1865)
- James Renwick (1792–1863)
- William Sweetser (1797–1875)